# J・ポール・ゲティ美術館
- Getty Center
- ゲッティ・センター
- ゲッティー・センター
- ゲティ・センター
- ゲティー・センター

J・ポール・ゲティ美術館（英: J. Paul Getty Museum）は、ゲティ財団が運営する美術館。カリフォルニア州ロサンゼルスのゲティ・センター (en:Getty Center) と、同じくロサンゼルスパシフィック・パリセイズのゲティ・ヴィラ (en:Getty Villa) にある2箇所の施設の総称である。日本では「ポール・ゲティ（ゲッティ）美術館（ミュージアム）」、「ゲティ（ゲッティ）美術館（ミュージアム）」と呼ばれることも多い。

## 歴史と概要

### ゲティ・ヴィラ

ゲティ・ヴィラ

1954年に石油王ジャン・ポール・ゲティは自身の邸宅に隣接した土地に最初のギャラリーを建てた。間もなく収蔵スペースが足りないことが判明し、ゲティは邸宅から丘を下った私有地に2番目のギャラリーを建設している。これが現在のゲティ・ヴィラである。ヴィラのデザインは、イタリアのエルコラーノにある古代ローマの遺跡「パピルス荘」を模しており、その他の古代遺跡からの影響も受けている。ゲティ・ヴィラは1974年に開館したが、1976年に死去したゲティは結局一度もこの場所を訪れることがなかった。ゲティの死後661,000万ドルの遺産を受け継いだゲティ財団は、ロサンゼルスのブレンウッド近郊にあるゲティ・センターの構内を拡張する計画を開始し、拡張計画に対する周辺住民からの反対を押し切って工事を開始した。しかし、財団が所蔵する膨大なコレクションを所蔵するスペースを確保するために美術館を2箇所に分散することが決められ、ゲティ・ヴィラには「古代ギリシア、古代ローマ、エトルリア」の古代美術品を収蔵することとなった。その後1993年にゲティ財団はゲティ・ヴィラを改築することとし、ロドルフォ・マチャドとホルヘ・シルヴェッティにギャラリーと構内のデザインを依頼している。1997年にはゲティ・ヴィラのコレクションの一部がゲティ・センターに移管され、ゲティ・ヴィラは改築のためにいったん閉館した。ゲティ・ヴィラのコレクションの中にはこの閉館期間を利用して修復された美術品もあった。

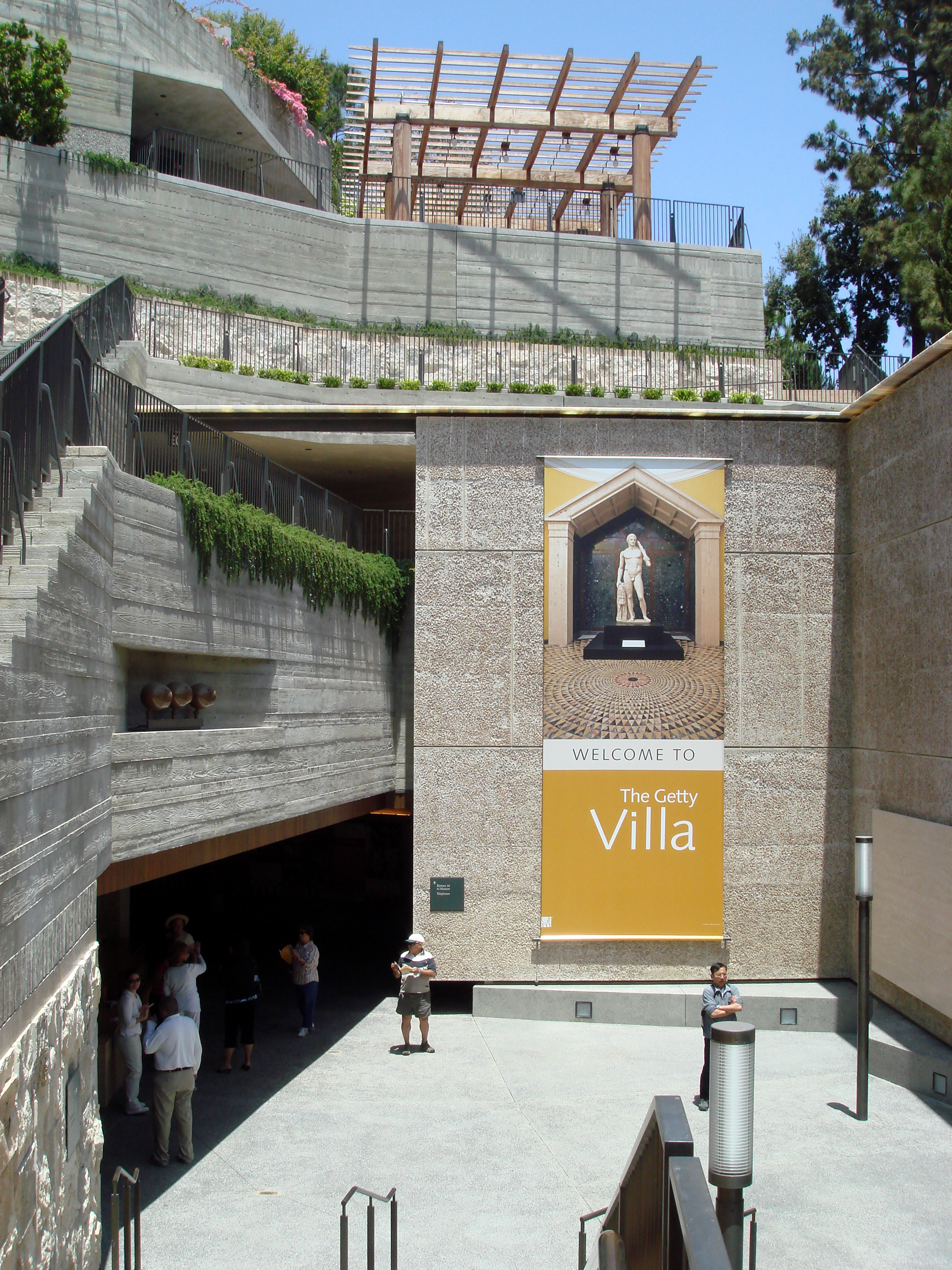
古代遺跡の影響が見受けられるゲティ・ヴィラのエントランス

2004年の初めにJ・ポール・ゲティ美術館はカリフォルニア大学ロサンゼルス校と共同で、中東美術品の保護に関する研究会をトルコで開催している。
修復が完了したゲティ・ヴィラは2006年1月28日に再開館し、古代ローマ風の庭園に囲まれた、同じく古代ローマ風のギャラリーには元通り古代ギリシア・ローマ、エルトリアの古代美術品が収蔵されている。収蔵美術品は「神と女神」、「ディオニュソスと劇場」、「トロイア戦争」などといったテーマ別に分類されている。
ボストンの建築家マチャドとシルヴェッティによるゲティ・ヴィラのデザインは、建築・インテリア専門月刊誌『アークテクチャル・レコード (en:Architectural Record)』に「芸術界特有の気取りを感じさせない、ほとんど奇跡」「優れた力量」「全く異なる場所、時代の面影が洗練された建物、広場、風景の調和によって表現されている」などと評価されている。

ゲティ・ヴィラの所在地はカリフォルニアのマリブ であると勘違いされていることが非常に多いが、正しい所在地はパシフィック・パリセーズであり、郵便の宛先もパシフィック・パリセーズになっている。パシフィック・パリセーズとマリブとの境界はゲティ・ヴィラの西1マイルのところにある。ゲティ・ヴィラもこの誤解を広めるのに一役買っており、パリセーズの住人から非難されている。

### ゲティ・センター

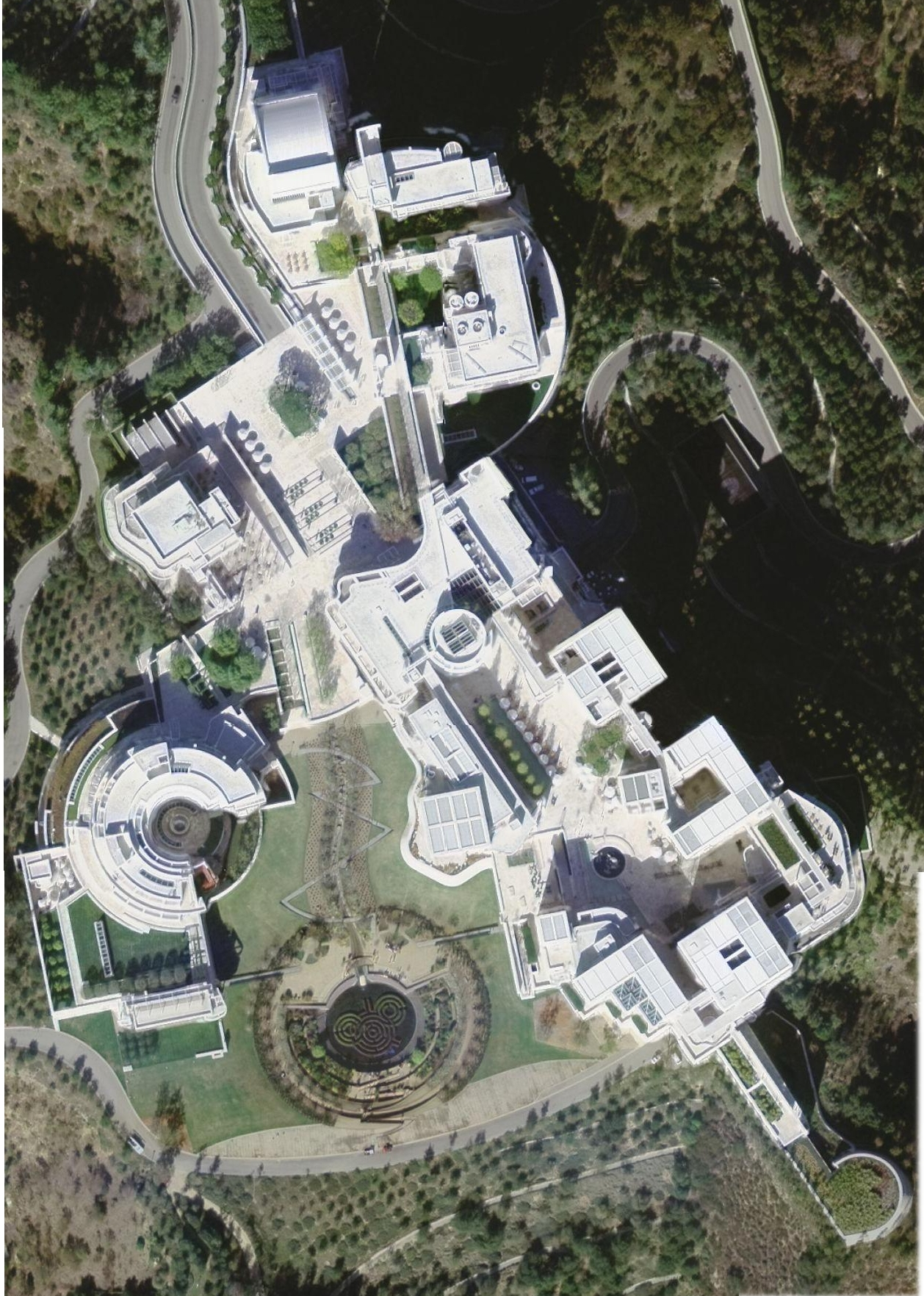
ゲティ・センター航空写真

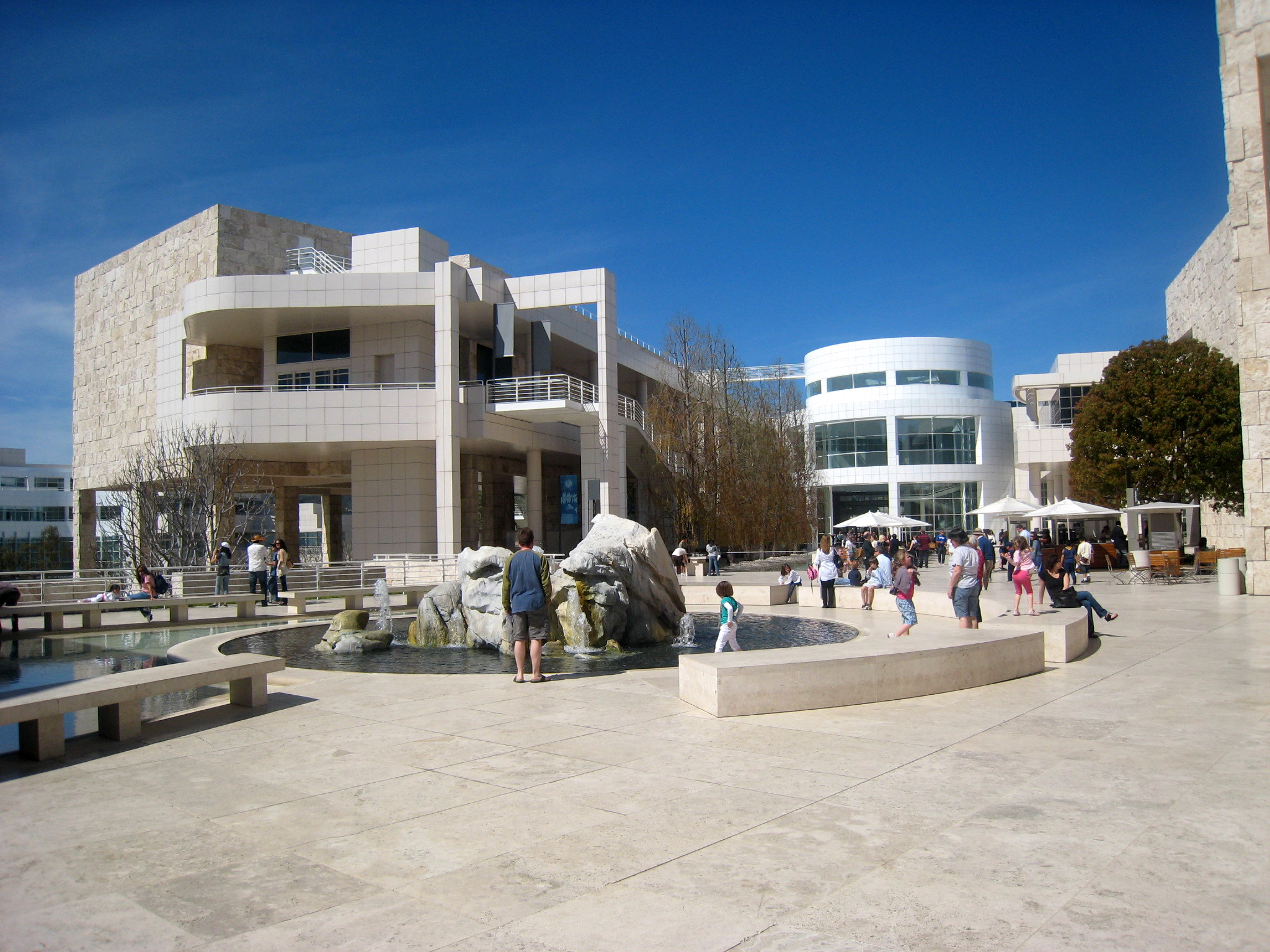
テラスから見た展示館（左）とロタンダ（右）

もう一方のJ・ポール・ゲティ美術館が収容されているゲティ・センターは1997年10月16日に開館し、「中世から現代までの西洋絵画」が収蔵され、約1,300万人の入場客が訪れるアメリカ合衆国でも有数の美術施設である。コレクションは20世紀以前の西洋絵画、ドローイング、装飾写本、彫刻、工芸品、19世紀から20世紀のアメリカ、ヨーロッパの写真など多岐にわたっている。絵画で著名なコレクションとして次のようなものがある。
- 『Arii Matamoe』（1892年）ポール・ゴーギャン。入手時に館長マイケル・ブランドが「我々のコレクションの歴史で重要な出来事」と入手時に語っている[22]。絵画の原題はタヒチ語で、翻訳すると「高貴」そして「死」を暗示する「瞑られた目」となる[23]。
- 『アイリス』（1889年）フィンセント・ファン・ゴッホ。1990年の購入で、1987年には5390万ドルで落札されていた絵画[24]。
- 『鉾槍兵の肖像』（1528年 - 1530年）ヤコポ・ダ・ポントルモ[25]。1989年に3520万ドルで落札した絵画。「過去に「オールド・マスター」の絵画についた最高額の3倍で落札」された[26]。

J・ポール・ゲティ美術館の写真コレクションは西館の最下層にあり、35,000枚の肖像写真、1,500枚の銀板写真、30,000枚の立体写真、40,000枚近い写真が収蔵された475冊のアルバムなどが収蔵されている。

美術館の建物は非公開、スタッフの執務室、収蔵スペースの3つの区分に分けられている。公開されているギャラリーは2階建てのものが5つあり、北館、東館、南館、西館、展示館となっている。展示館は他所からの貸与絵画による臨時特別展示や、ゲティ財団のコレクションのうち展示場所が決まっていない美術品の展示場所に当てられている。常設展示が残りの4館で、年代順に各ギャラリーに配置されており、もっとも古い時代の美術品は北館、もっとも新しい時代の美術品は西館となっている。どのギャラリーも1階には装飾写本、工芸品、写真など光に敏感な性質の美術品が保管されている。太陽光がコンピュータで制御された2階では、絵画を自然光のもとで観ることができる。各ギャラリーの2階はガラス屋根の連絡橋とオープン・テラスで接続されており、どちらからでも植物園と中央広場を一望できる。テラス、バルコニー、ギャラリー屋外には彫刻が点在し、カフェテリアなども併設されている。

## ゲティガイド
J・ポール・ゲティ美術館のコレクションに関する詳細な情報は、getty.edu と「ゲティガイド (GettyGuide)」とよばれる双方向マルチメディア・ツールで提供されている。美術館内にあるゲティガイドの使用端末では、来客者は美術館の展示内容、美術に関するビデオ、キュレータ、コンサバター（保存責任者）の所蔵コレクションに関するオーディオ・コメンタリーなども視聴できる。インターネットで公開されているゲティガイドでは美術館のコレクションが閲覧でき、自分自身で好きなようにコレクションにマーキングをして、独自のヴァーチャル・ツアーを作り出すことも可能である。ゲティガイドに関するより詳しい情報は getty.edu を参照のこと。

## コレクションの帰属を巡る論争

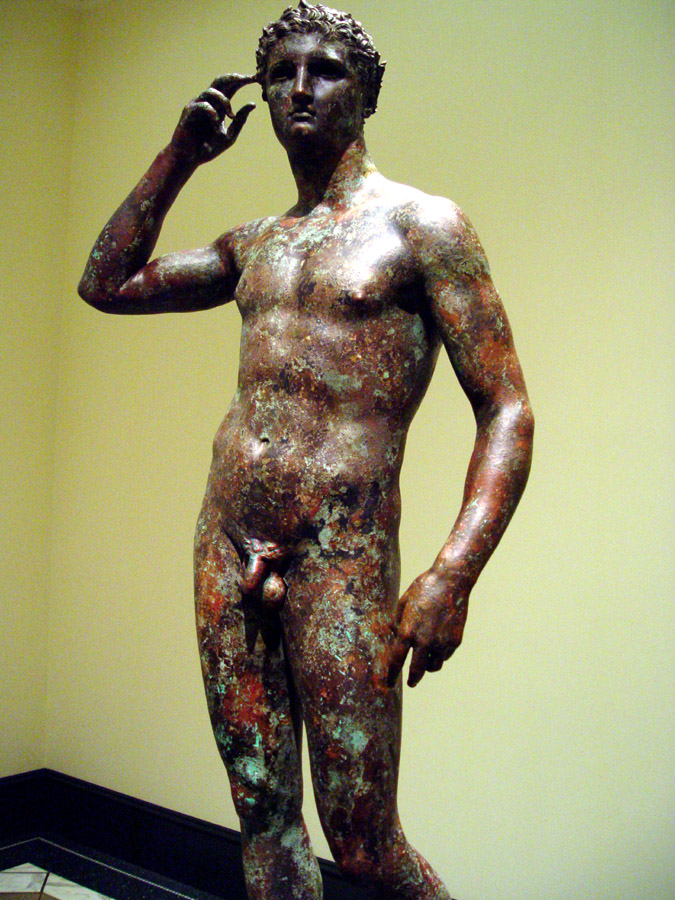
J・ポール・ゲティ美術館がイタリアへの返還を拒んでいる『勝利した若者の像』

J・ポール・ゲティ美術館は、所蔵するコレクションの帰属についていくつかの議論を巻き起こしている。古代美術の前キュレータだったマリオン・トゥルー (en:Marion True) は、著名なアメリカ人ディーラーのロバート・ヘクト・Jr (en:Robert Hecht Jr.) とともに盗難美術品の売買に関与したとして、2005年にイタリアで刑事告訴された。同じような告訴はギリシア当局からも起こされている。1995年にスイスのジュネーヴにあった保管倉庫が捜索を受け、ここから盗難工芸品が発見されたことがトゥルーの告訴につながった。イタリア人美術商ジャコモ・メディチ (en:Giacomo Medici (art dealer)) も1997年に逮捕されており、メディチの役割は「世界で最高に洗練された古美術品のネットワークを作り、違法な発掘と超一級の美術品を入手して裏の世界的美術市場に流すことの責任者」であるとされた。
2006年11月18日にJ・ポール・ゲティ財団に送られた書簡によれば、財団の役員会が認識、承認、許可したやり方で、マリオン・トゥルーが「責任を負わされた 」と記載されている。トゥルーは2007年3月の時点で、2,500年前の副葬品の花飾り（リース）と紀元前6世紀の女性彫刻像の不法入手でギリシア当局の取調べを受け、2007年9月現在、美術品略奪の共謀罪を問われてイタリアで裁判中である。女性彫刻像はギリシアに返還され、現在ではテッサロニキ考古学博物館 (en:Archaeological Museum of Thessaloniki) に展示されている。
2006年11月20日に美術館館長マイケル・ブランド (en:Michael Brand) が、係争中の美術品26点をイタリアに返還すると発表したが、イタリア当局が返還を求め続けている『勝利した若者の像 (en:Victorious Youth)』はこの中には含まれていない。2007年にはJ・ポール・ゲティ美術館に、シチリアの古代遺跡モルガンティーナから戦争中に略奪された、紀元前5世紀ごろのアフロディテ像など、40点の古代美術品の返還が命じられた。J・ポール・ゲティ美術館は20年以上にわたってイタリア政府からの返還要求と争っており、後に「入手方法に問題があったかも知れない」と認めるのみにとどまっている。2006年にはイタリアの文化財調査官ジュゼッペ・プロイエッティが「交渉は一歩たりとも進んでいない」と失望感をあらわにし、イタリア政府に「ゲティ財団に対する制裁措置として、あらゆる文化的協力を停止する」ように求めた。
これらとは別に、1999年にもJ・ポール・ゲティ美術館は調査の結果盗難美術品と発覚した3点の古代美術品をイタリアへ返還している。製作者オネシモス (en:Onesimos (vase painter)) のサインが入った紀元前5世紀の赤絵式キュリクス、チェルヴェーテリのエトルリア人遺跡から略奪されたエウフロニオス作の壷、2世紀の女神ミスラの半身像とポリュクレイトス作の若い男性の頭部像である。

2007年9月26日にSarcona Centerが文化財・文化活動大臣フランチェスコ・ルテッリと、イタリアへの盗難美術品返還に関する契約書にサインした。これにより紀元前5世紀の石灰岩と大理石製のアフロディテ像など40点の返還が決定した。2010年にはポンペイから略奪されたフレスコ画、大理石と青銅の彫刻、古代ギリシアの花瓶が返還されている。

## ギャラリー
Category:J・ポール・ゲティ美術館の所蔵品も参照

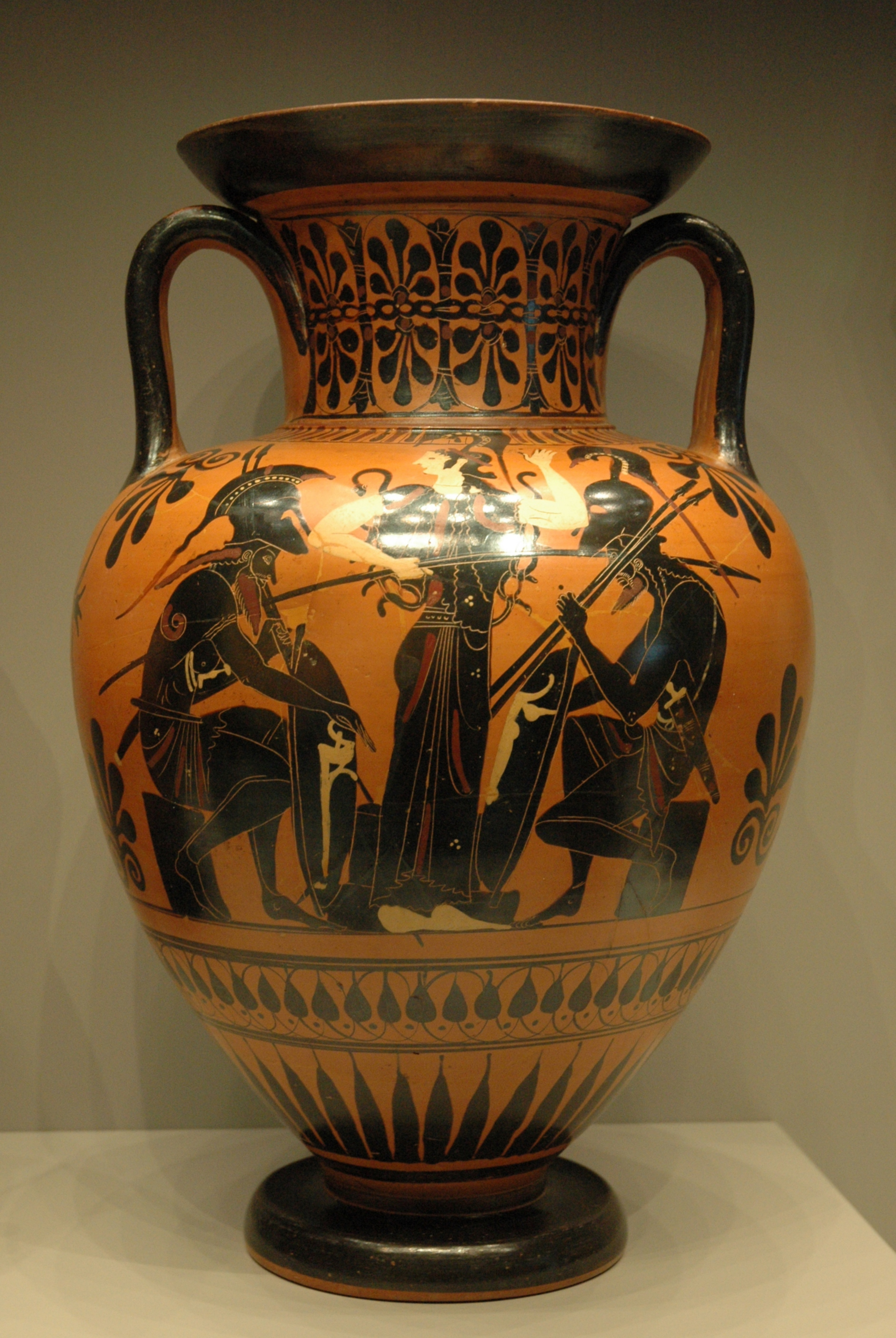
紀元前510年頃のアンフォラ
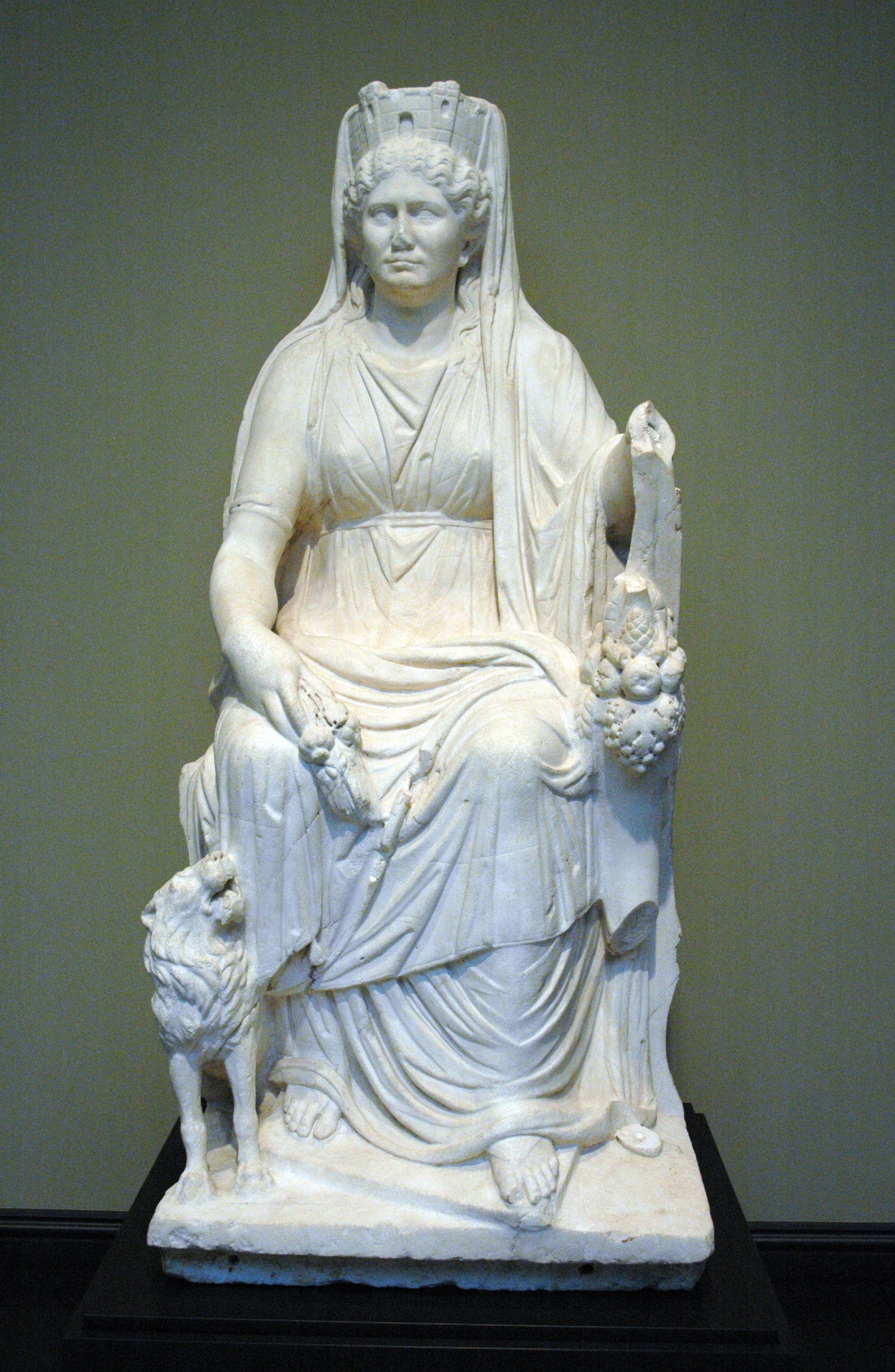
紀元50年頃の古代ローマの女性大理石像
ジェンティーレ・ダ・ファブリアーノ『聖母戴冠』1420年
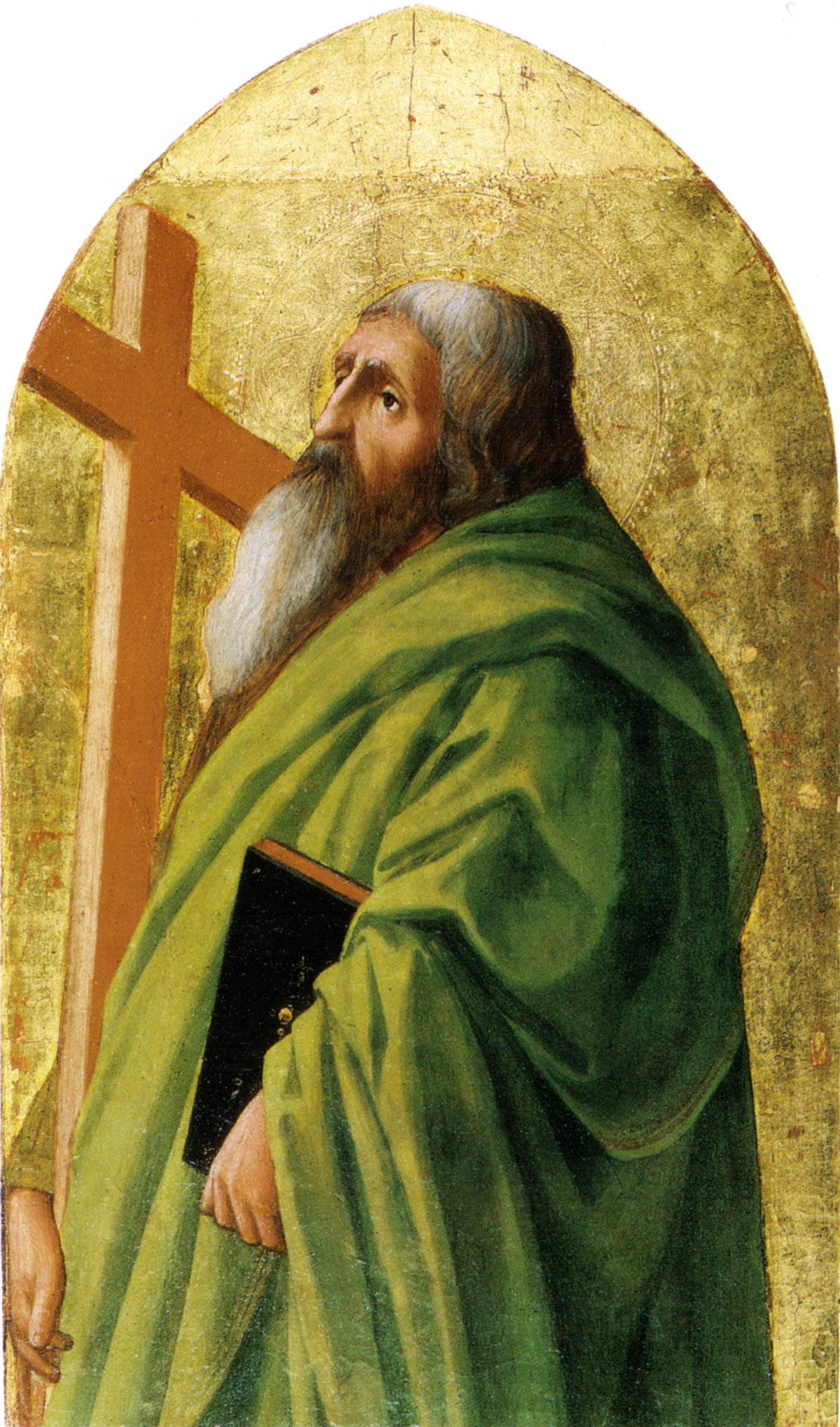
マサッチオ『聖アンデレ』 1426年
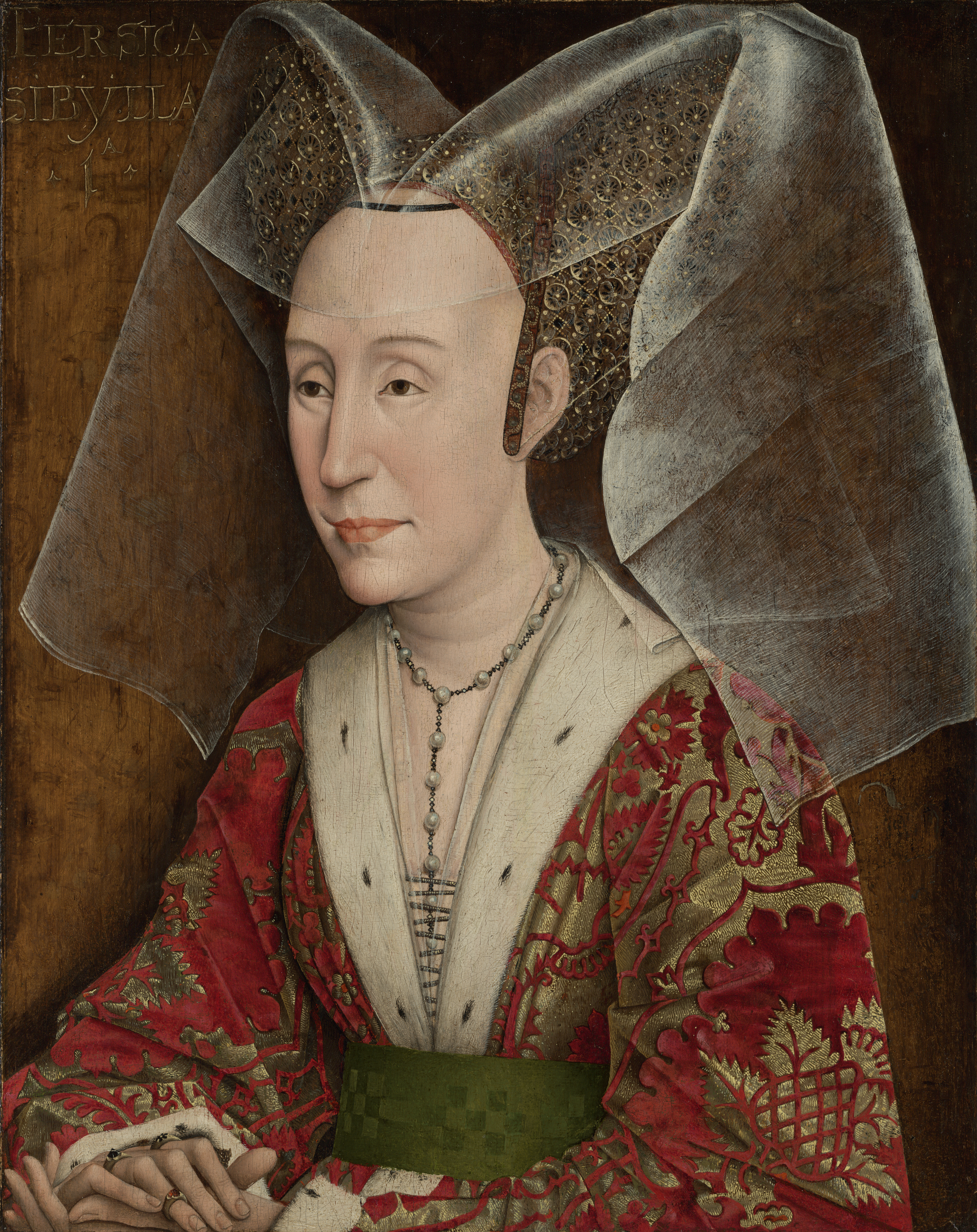
伝ロヒール・ファン・デル・ウェイデン『イザベル・ド・ポルテュガルの肖像』1445年 - 1450年頃
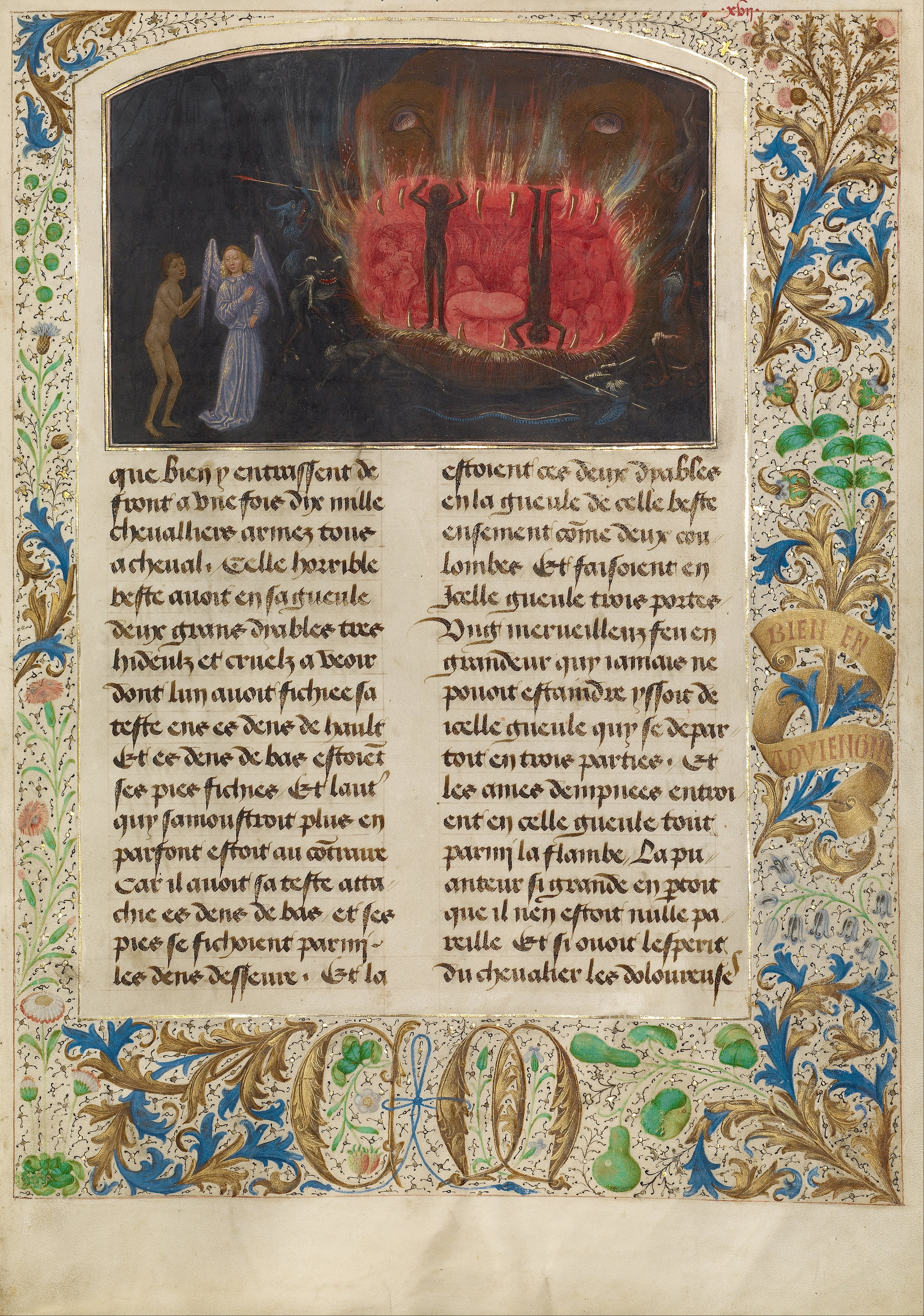
シモン・マルミオンの装飾写本『トンダルのヴィジョン』 1475年
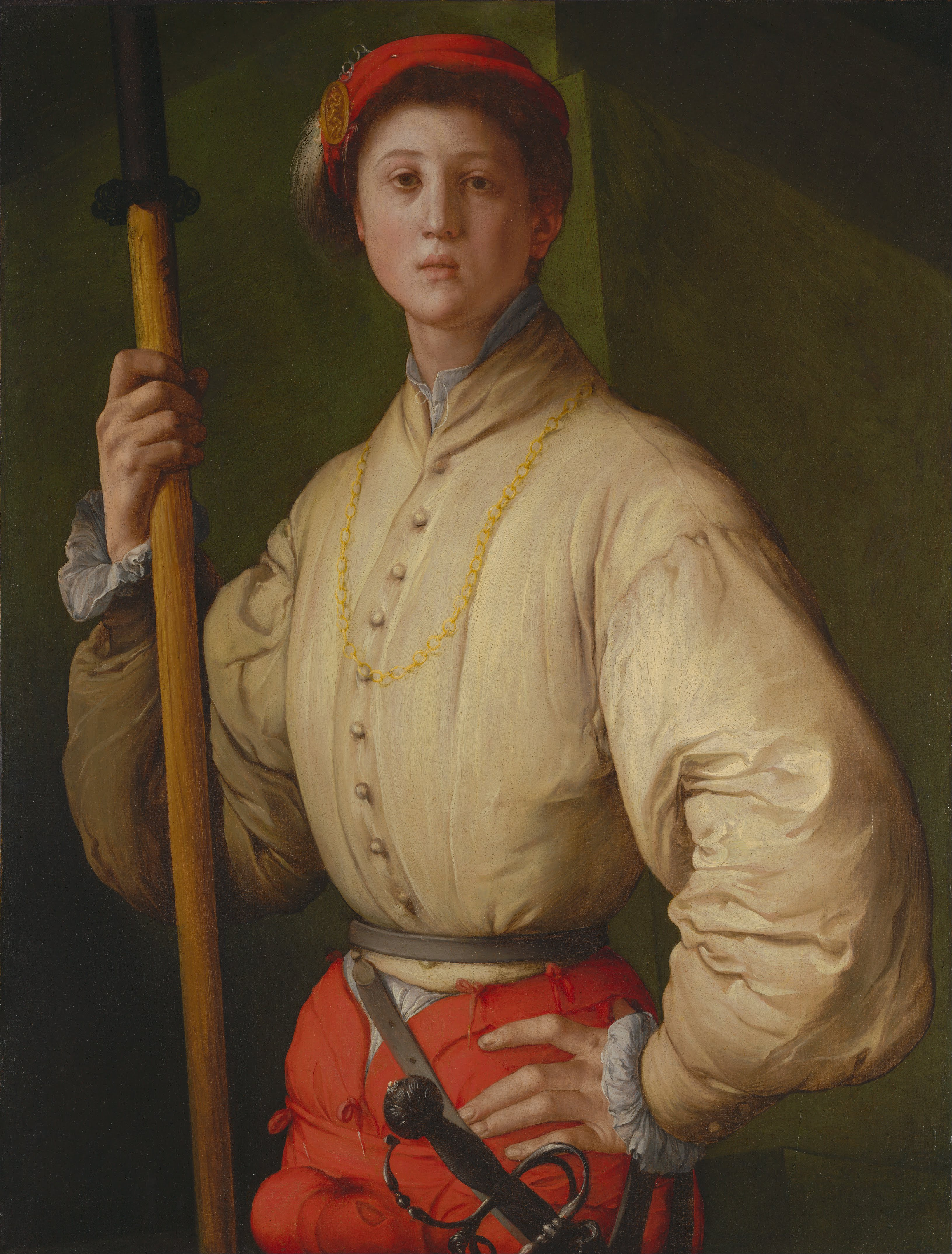
ヤコポ・ダ・ポントルモ『斧槍兵の肖像』1523年 - 1530年
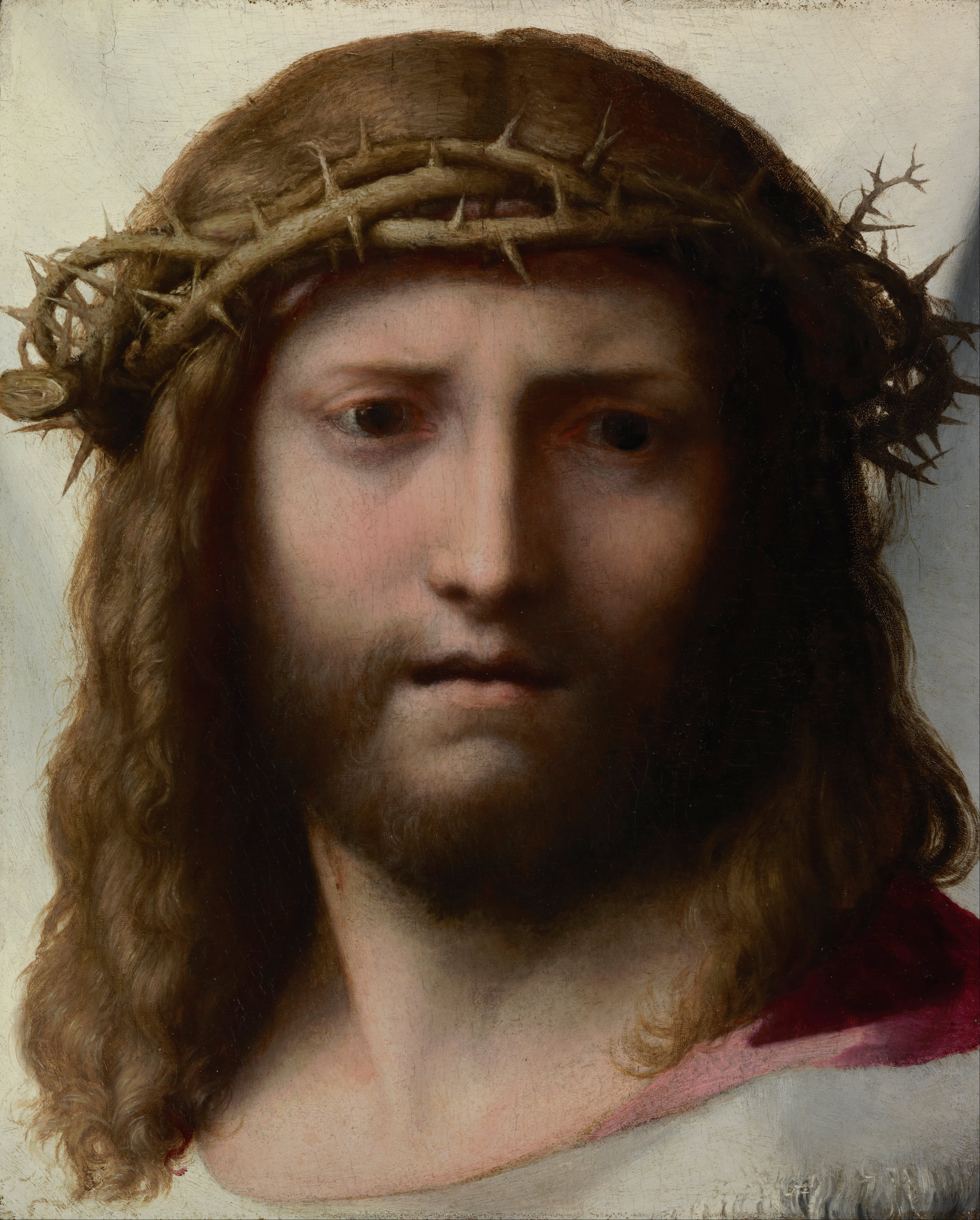
コレッジョ『キリストの頭部』1525年 - 1530年頃
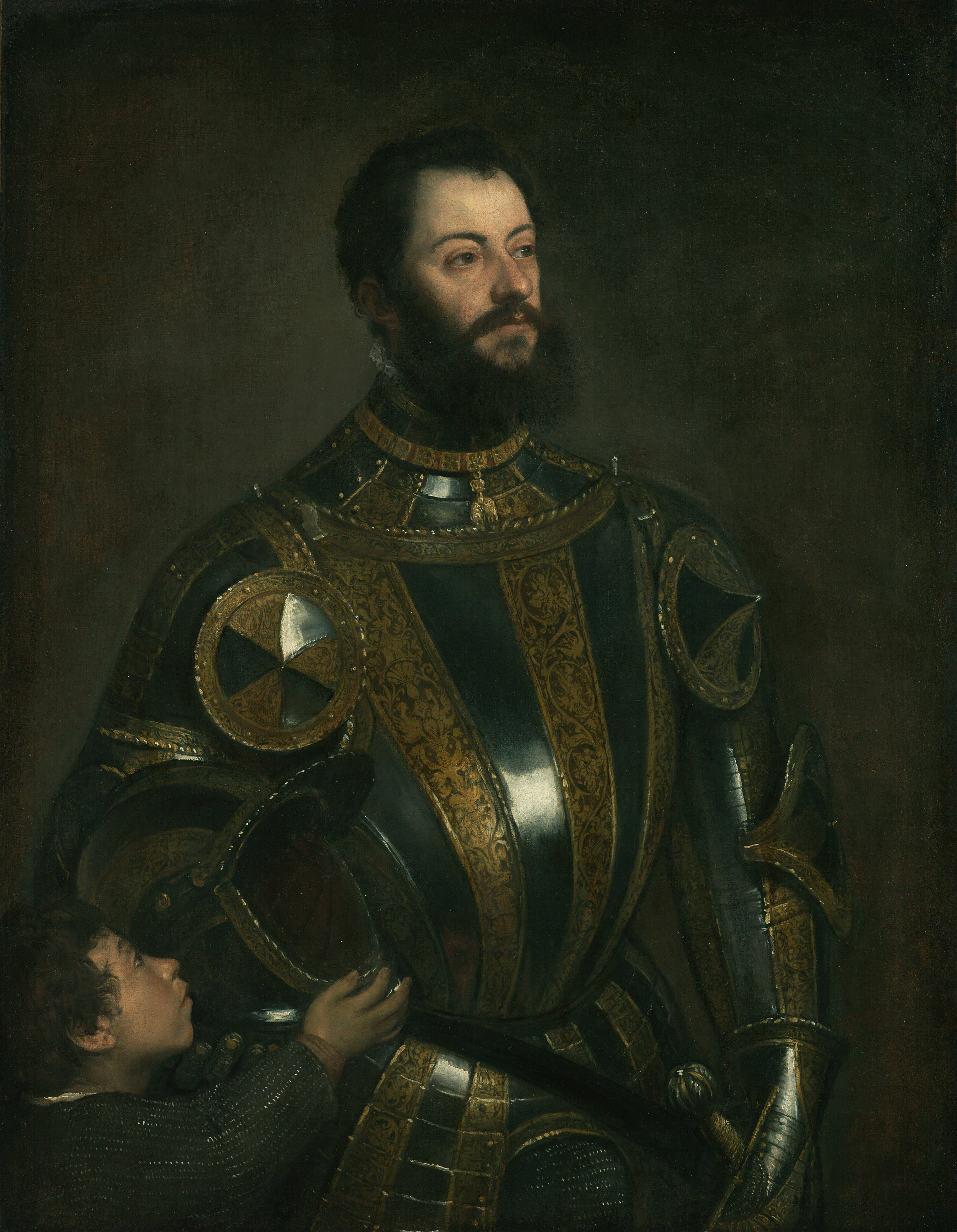
ティツィアーノ・ヴェチェッリオ『小姓を伴うアルフォンソ・ダヴァロスの肖像』1533年
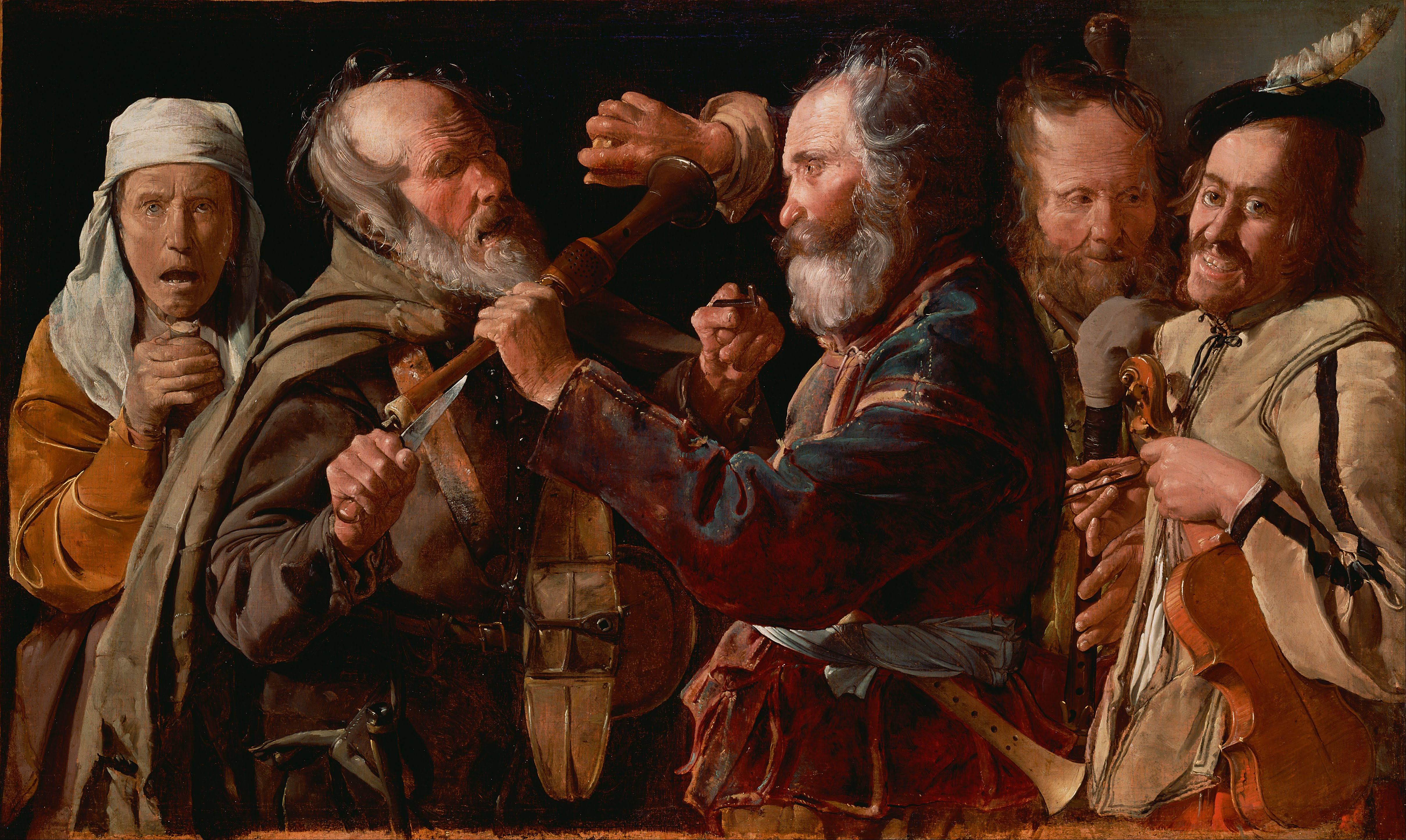
ジョルジュ・ド・ラ・トゥール『辻音楽師の喧嘩』1625年 - 1630年頃
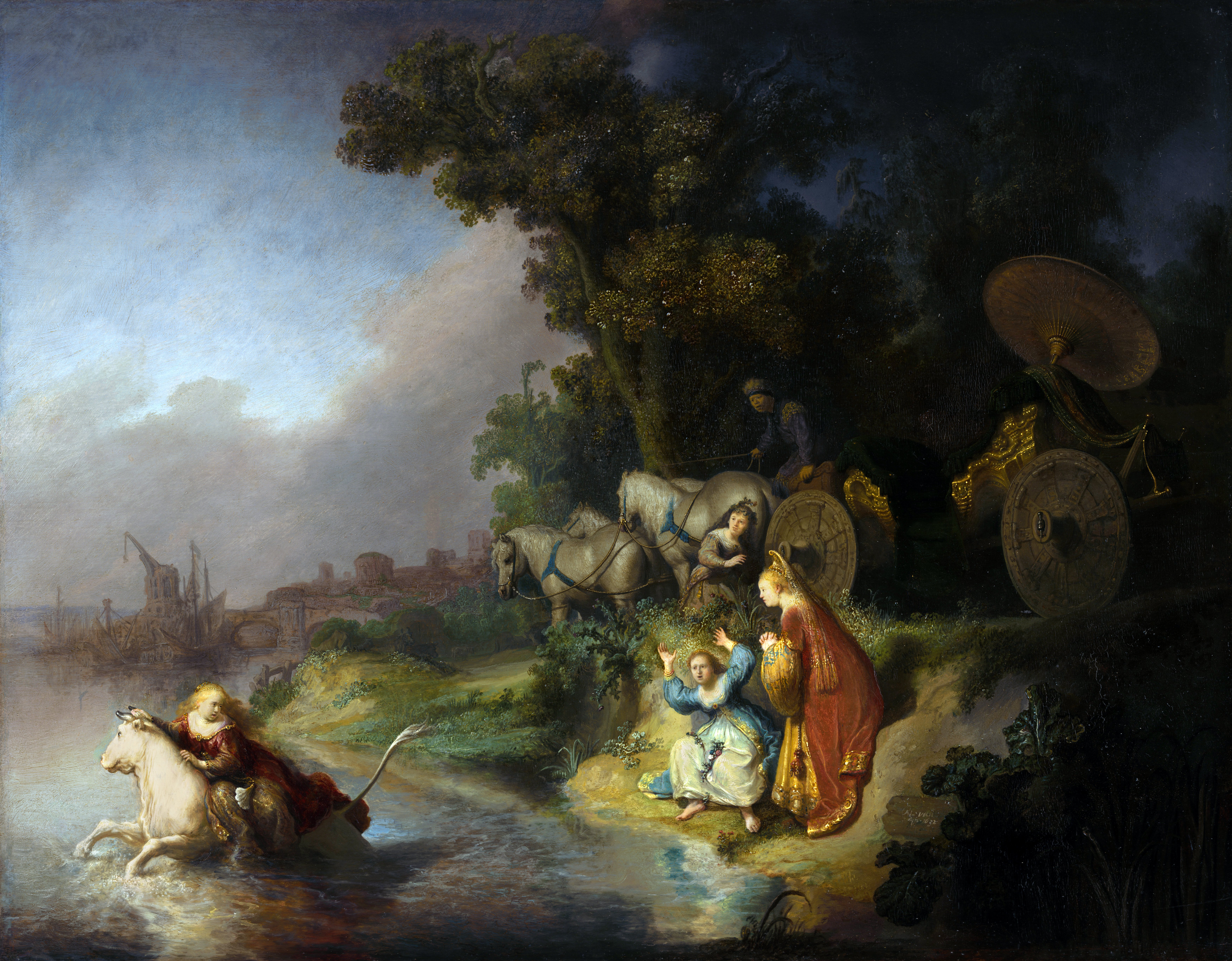
レンブラント・ファン・レイン『エウロペの誘拐』1632年
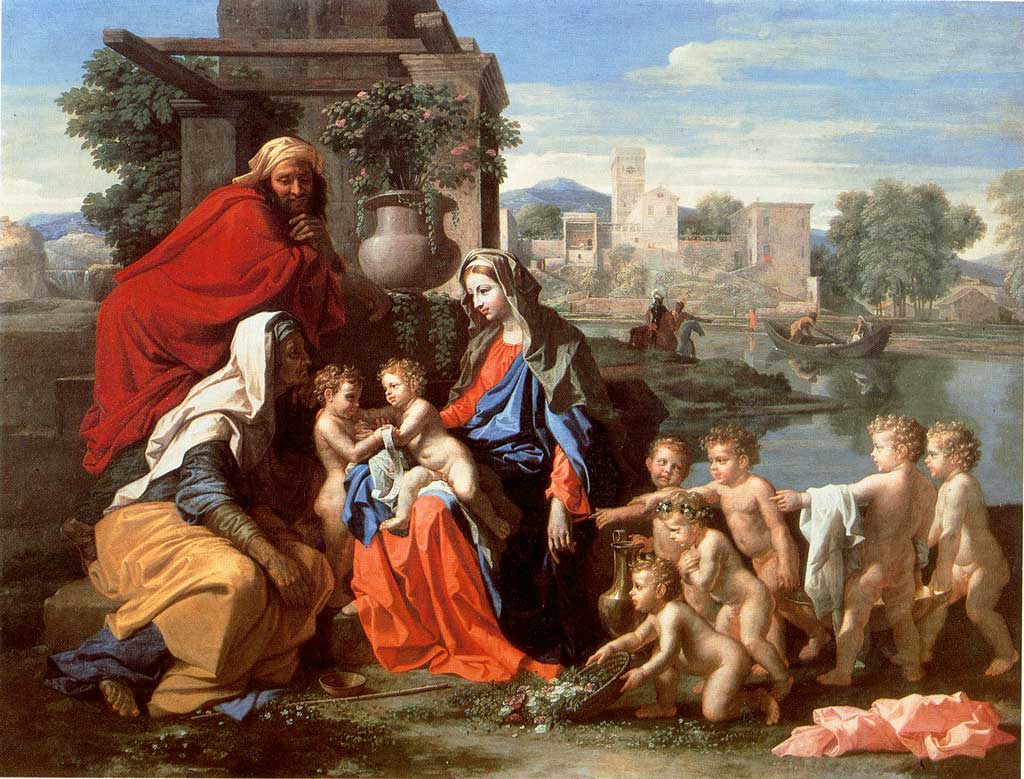
ニコラ・プッサン『聖家族』1651年頃
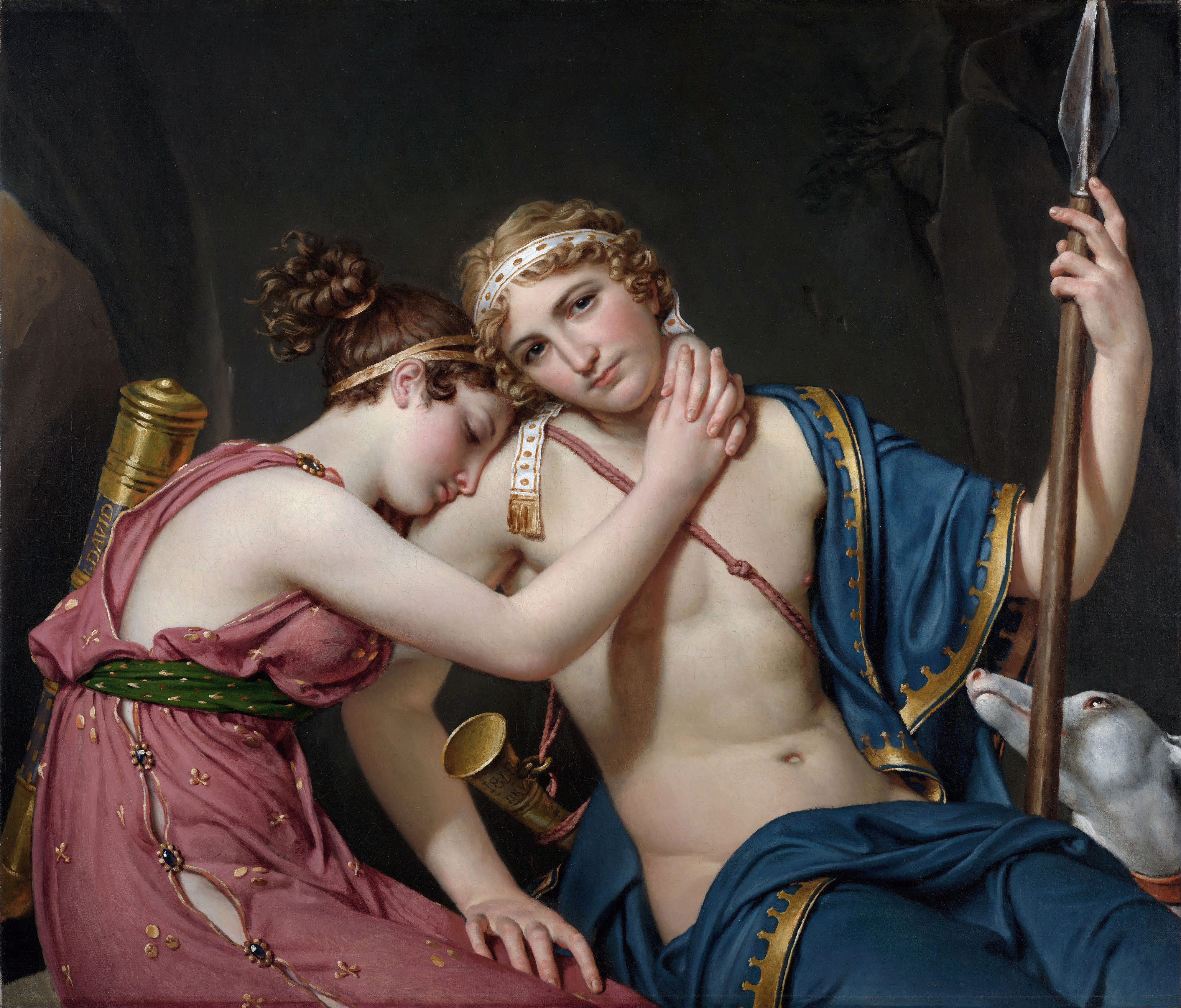
ジャック＝ルイ・ダヴィッド『テレマコスとエウカリスの別れ』1818年
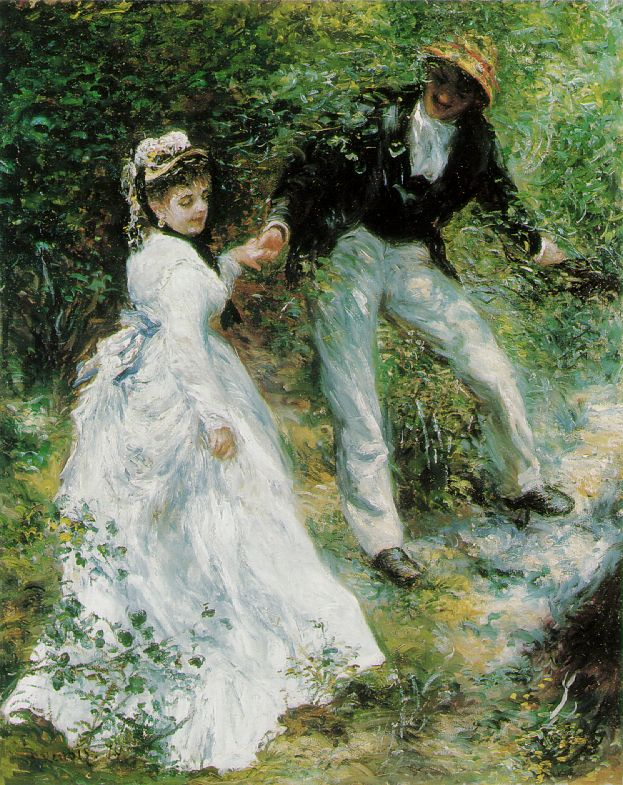
ピエール＝オーギュスト・ルノワール『散歩道（プロムナード）』1870年
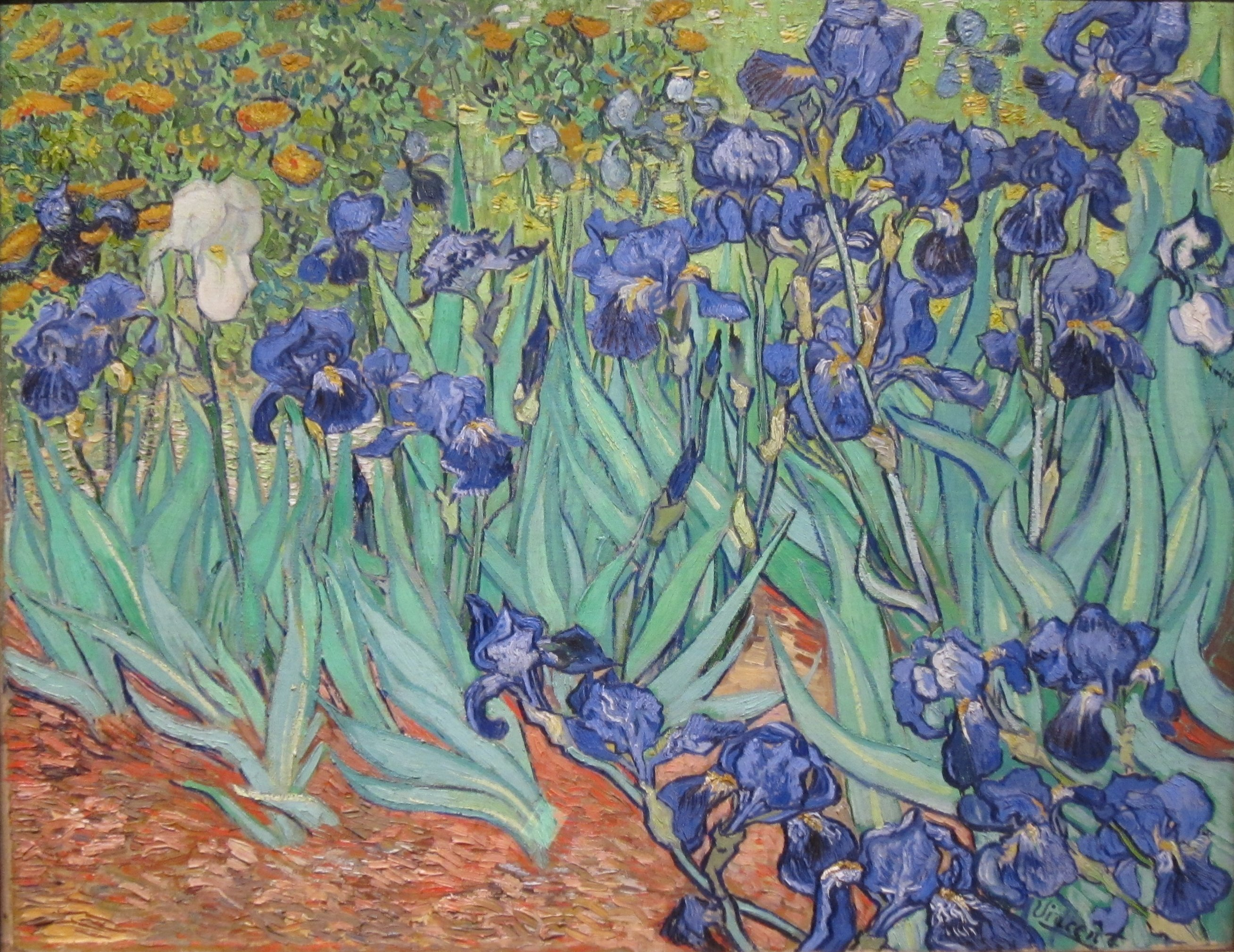
フィンセント・ファン・ゴッホ『アイリス』1889年